# زمین‌بن
زمین بن، روستایی از توابع بخش خرم‌آباد شهرستان تنکابن در استان مازندران ایران است.

## جمعیت
این روستا در دهستان بلده قرار دارد و بر اساس سرشماری مرکز آمار ایران در سال ۱۳۹۵، جمعیت آن ۱۳۷ نفر (۴۳ خانوار) بوده‌است.